# Notohippidae
Los notohípidos (Notohippidae, griego "caballos meridionales") son una familia extinta de mamíferos placentarios del orden Notoungulata, perteneciente al clado Meridiungulata, que habitaron en Sudamérica. Los fósiles de los notohípidos están datados desde el Eoceno hasta el Oligoceno.

## Generalidades
Fueron unos cuadrúpedos herbívoros con caracteres que indican un cambio de hábitat del bosque a las praderas. Las patas fueron alargándose y la dentadura muestra que se alimentaban cada vez con mayor frecuencia de pasto que de follaje.
La palabra "notohípido" quiere decir "caballo meridional". A pesar de que alguna vez se creyó que eran los antepasados de los caballos auténticos (familia Equidae, Orden perisodáctilos), las similitudes, que residen fundamentalmente en la forma del cráneo y en los incisivos para cortar plantas, son consecuencia de la evolución convergente. En lo esencial, esta familia presenta todas las características de los notoungulados. Hay varias familias de meridiungulados con aspecto de caballo, pero los representantes de la familia Proterotheriidae (orden  Litopterna) alcanzaron el mayor grado de convergencia evolutiva ya que presentan miembros mesaxónicos (el eje del miembro pasa por un dedo medio el cual sirve de soporte) y el mismo patrón de reducción en el número de dedos, llegando en algunos casos a la monodactilia. Sin embargo los notohípidos y los litopternos tampoco están relacionados entre sí; perteneciendo a órdenes distintos y mostrando la denominada evolución paralela.
Las muelas cortas y de corona baja de los primeros hiracoidios, se volvieron gradualmente más largas y prismáticas, cubriéndose con una gruesa capa de cemento, el cráneo se volvió más largo, y como resultado de ese alargamiento se formaron barras entre los incisivos, caninos y molares. Algunos Notohippidae son: Argyrohippus, Eomorphippus, Eurygenium, Interhippus, Mendozahippus, Moqueguahippus, Morphippus, Nesohippus, Notohippus, Pampahippus, Perhippidion, Rhynchippinae, Rhynchippus, Stilhippus, entre otros.